# ユーコン・ランバージャックス
ザ・ユーコン・ランバージャックス（The Yukon Lumberjacks）は、1978年にアメリカ合衆国のプロレス団体WWWFで活動したプロレスラーのタッグチーム。
カナダのランバージャックをギミックに、大型パワーファイターのランバージャック・ピエール（Lumberjack Pierre）とランバージャック・エリック（Lumberjack Eric）によって結成され、ヒールのポジションで活躍した。
なお、エリックはキラー・コワルスキーの「耳そぎ事件」で知られるユーコン・エリック（"Yukon" Eric Holmback）とは別人。

## 概要
1978年5月、ザリノフ・ルブーフのリングネームで活動していたフランス系カナダ人（ケベック人）のピエール・ラフルールと、ミネソタ出身の若手巨漢選手スコット・アーウィンによってニューヨークのWWWFにて結成される。ラフルールは「ピエール」、アーウィンは「エリック」を名乗り、マネージャーにはキャプテン・ルー・アルバーノを迎え、5月11日にヘイスタック・カルホーン&ラリー・ズビスコを下してデビュー戦を飾った。
6月26日のマディソン・スクエア・ガーデンにおける定期戦にて、ドミニク・デヌーチ&ディノ・ブラボーを破りWWWF世界タッグ王座を獲得。以降、ピーター・メイビア&チーフ・ジェイ・ストロンボーなどのチームを相手に防衛を続け、11月21日にペンシルベニア州アレンタウンにてズビスコ&トニー・ガレアに敗れるまでタイトルを保持した。
同じヒール陣営のブッチャー・バションやスパイロス・アリオンとも共闘し、王座戴冠中の8月28日のMSG定期戦ではアリオンと組み、ブラボー、ガレア、アンドレ・ザ・ジャイアントのトリオと6人タッグマッチで対戦している。
王座陥落後にチームを解散してWWWFを離れ、ラフルールはインディアナポリスのWWAでロシア人ギミックのイゴール・ボルコフに改名。アーウィンはNWAのフロリダ地区にて、ソー・ザ・ヴァイキングを経て覆面レスラーのスーパー・デストロイヤーに変身した。

## 合体攻撃
- ダブル・バックブリーカー
  - 2人で相手を担ぎ上げ、そのまま互いの膝に相手の体を落として背骨を打ちつける、ハイアングル式の単発型バックブリーカー。

## 獲得タイトル
- WWWF世界タッグ王座：1回[3][4]